# Augusta zu Eulenburg
Augusta Alexandrine Gräfin zu Eulenburg, auch Lycki zu Eulenburg, (* 1. September 1882 in Starnberg; † 18. Januar 1974 ebenda) war eine deutsche Malerin.

## Leben
Augusta zu Eulenburg wurde 1882 als Tochter des Fürsten Philipp zu Eulenburg, einem preußischen Diplomaten und engen Vertrauten des deutschen Kaisers Wilhelm II., und dessen Ehefrau Augusta Gräfin von Sandels (1853–1941) geboren. Sie wuchs in Liebenberg, Starnberg bei München, Berlin und Wien auf. Schon als junges Mädchen zeigte sie malerisches Geschick. Früh besuchte sie die Ateliers der mit der Familie befreundeten Künstler Franz von Lenbach, Fritz August von Kaulbach, Franz von Defregger und Franz von Stuck, die ihre künstlerische Arbeit förderten. Großen Einfluss hatten auch Heinrich Kirr und Jacob Jordan.
Im Jahr 1907 heiratete sie Edmund Jaroljmek, mit dem sie u. a. in Florenz lebte, wo auch drei ihrer vier Kinder geboren wurden. Das Paar ließ sich 1931 scheiden. In der Folgezeit lebte zu Eulenburg neben Starnberg auch in Südfrankreich und in der Schweiz.

## Werk
Zu Eulenburg malte fast ausschließlich in Öl. Ihr bevorzugtes Motiv waren Landschaften, die anfangs stark vom Pointilismus geprägt waren, später aber breiter und expressiver wurden. Ihr Werk wurde schon zu Lebzeiten häufig bei wichtigen Ausstellung gezeigt, darunter in München bei der Galerie Caspari, im Kunstverein und im Glaspalast.